# Alberto Crivellenti
Alberto Crivellenti (Trecenta, 14 agosto 1939) è un ex calciatore italiano, di ruolo difensore.

## Carriera
Dopo gli esordi nella Pro Vasto e tre stagioni nel Lecce, partecipante al campionato di Serie C, nell'estate del 1963 si trasferisce al Soccer Trani.
Gioca 34 partite in Serie B nel stagione 1964-1965 e altrettante nella stagione successiva, sempre nella categoria cadetta e nelle file della squadra pugliese, con la cui maglia conclude la carriera nel 1973.

## Palmarès

### Club

#### Competizioni nazionali
- Serie C: 1

Trani: 1963-1964